# Lago Scanizzon
Il lago Scanizzon è un piccolo lago di origine probabilmente glaciale che si trova nell'Appennino Ligure in provincia di Savona. 

## Descrizione
Lo specchio d'acqua si trova ad una quota di 803 m nell'alta valle del torrente Sansobbia, poco sotto il monte Beigua.
Viene chiamato lago ma in realtà si presenta così solo in primavera e in autunno. In estate infatti il livello dell'acqua diminuisce e lo specchio d'acqua si popola di piante palustri, prendendo gli aspetti di uno stagno.

## Sentieri di accesso
Il laghetto può essere raggiunto a piedi del colle del Giovo, seguendo l'alta via dei Monti Liguri, prima lungo strade sterrate, poi per un bel sentiero in salita nel bosco. Dopo un lungo tratto in piano a quota 820 m circa si abbandona l'AVML per scendere a destra lungo un sentiero che supera i ruderi della località Cascine e, dopo aver attraversato il torrente Sansobbia raggiunge in breve il lago.